# دیده‌بان (لارستان)
دیده‌بان، روستایی در دهستان عمادده بخش صحرای باغ شهرستان لارستان در استان فارس ایران است. این روستا، مرکز دهستان عمادده است.

## جمعیت
بر پایه سرشماری عمومی نفوس و مسکن در سال ۱۳۹۵، جمعیت این روستا برابر با ۷۷۹ نفر (۲۴۴ خانوار) بوده است.